# Jonathan Haze
Pour les articles homonymes, voir Haze.
Jack Aaron Schachter, dit Jonathan Haze, né le 1er avril 1929 à Pittsburgh (Pennsylvanie) et mort le 2 novembre 2024 à Los Angeles (Californie), est un acteur américain, surtout connu pour ses rôles dans  les films de Roger Corman, et en particulier pour son rôle dans La Petite Boutique des horreurs en 1960.

## Filmographie partielle
- 1954 : Monster from the Ocean Floor de Wyott Ordung
- 1955 : Apache Woman de Roger Corman
- 1955 : Day the World Ended  de Roger Corman
- 1955 : Cinq fusils à l'ouest (Five Guns West) de Roger Corman
- 1956 : Swamp Women de Roger Corman
- 1956 : It Conquered the World de Roger Corman
- 1956 : The Oklahoma Woman de Roger Corman
- 1956 : La Loi des armes de Roger Corman
- 1957 : The Saga of the Viking Women and Their Voyage to the Waters of the Great Sea Serpent de Roger Corman
- 1957 : Carnival Rock de Roger Corman
- 1957 : Naked Paradise de Roger Corman
- 1957 :: Rock All Night de Roger Corman
- 1958 : Teenage Cave Man de Roger Corman
- 1959 : Forbidden Island de Charles B. Griffith
- 1960 : La Petite Boutique des horreurs de Roger Corman
- 1963 : L'Halluciné de Roger Corman
- 1963 : Blood Bath de Jack Hill et Stephanie Rothman
- 1963 : L'Horrible Cas du Dr X de Roger Corman
- 1967 : L'Affaire Al Capone de Roger Corman